# Ioana Badea

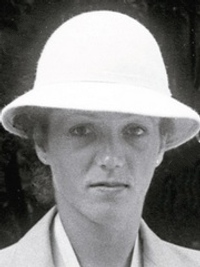
Ioana Badea in den 1980er-Jahren

Ioana Badea (* 22. März 1964 in Odobești, Kreis Dâmbovița) ist eine ehemalige rumänische Ruderin.
Die 1,80 m große Badea belegte bei den Weltmeisterschaften 1983 mit dem rumänischen Achter den fünften Platz. 1984 wechselten Anișoara Sorohan und Ioana Badea aus dem Achter in den Doppelvierer. Zusammen mit Maricica Țăran, Sofia Corban und Steuerfrau Ecaterina Oancia gewannen sie bei den Olympischen Spielen 1984 das Finale mit einer Sekunde Vorsprung vor dem Boot aus dem Gastgeberland.